# Hachisuka Yoshihiro
Hachisuka Yoshihiro (蜂須賀 至央, né le 15 janvier 1737, mort le 29 août 1754) est un daimyo de l'époque d'Edo à la tête du domaine de Tokushima.